# 低血鎂症
低血镁症（英語：Magnesium deficiency）是一种电解质紊乱，体内镁含量低。可能导致多种症状。症状包括震颤、协调性差、肌肉痉挛、食欲不振、性格改变和眼球震颤。并发症可能包括癫痫发作或心脏骤停，例如尖端扭转型室性心动过速。镁含量低的人通常钾含量低。
原因包括饮食摄入量低、酗酒、腹泻、尿量增加、肠道吸收不良和糖尿病。许多药物也可能导致低镁，包括质子泵抑制剂 (PPI) 和來適泄。

## 症状
镁缺乏会导致疲倦、全身无力、肌肉痉挛、心律异常、神经系统易激惹、震颤、感觉异常、心悸、血液中钾含量低、甲状旁腺功能减退（可能导致血液中钙含量低）、软骨钙质沉积病、痉挛和手足搐搦、偏头痛、癫痫发作、基底神经节钙化，极端和长时间情况下会昏迷、智力残疾或死亡。镁在碳水化合物代谢中起着重要作用，缺乏镁可能会加重胰岛素抵抗，這可能會進一步轉變為糖尿病，镁缺乏也可能是胰岛素抵抗的结果。
在重症监护病房（ICU）接受治疗的镁含量低的人有更大機會需要机械通气，死亡的风险也更高。

## 病因
镁缺乏可能是由胃肠道或肾脏原因引起的。胃肠道原因包括镁的膳食摄入量低、胃肠道吸收减少或由于食物過快通過胃肠道，导致胃肠道损失增加。肾脏原因涉及镁的排泄增加。镁的膳食摄入不足已成为一个越来越重要的因素——许多人食用已去除富含镁的植物纤维的精制食品，如白面包和精米。
镁缺乏症在住院患者中并不少见。高达12%的入院患者和高达60-65%的重症监护病房患者患有低镁血症。
大约57%的美国人镁摄入量不符合美国参考膳食摄入量。肾脏在维持身体镁含量水平方面非常有效；但如果饮食中涉入不足，或使用某些药物，如利尿剂或质子泵抑制剂，或慢性酒精中毒，镁水平可能会下降。
血液中镁含量低可能是由于饮食中镁含量不足、肠道没有吸收足够的镁或肾脏排泄过多的镁。不足可能是由于以下情况：

### 药物
- 使用袢和噻嗪类利尿剂（最常见原因）[17]
- 抗生素（即氨基糖苷类、两性霉素、喷他脒、庆大霉素、妥布霉素、紫霉素）阻断了亨利氏環中鎂的再吸收。30%使用这些抗生素的患者患有低镁血症。[18]
- 长期高剂量使用质子泵抑制剂，如奥美拉唑[19][20]
- 其他药物：
  - 洋地黄的藥效會将镁置换到细胞中。洋地黄导致细胞内钠浓度增加，进而通过被动增加肌膜中钠-钙交换剂的作用来增加细胞内钙。增加的细胞内钙产生正性肌力作用。[17]

### 遗传学
- 吉特曼样疾病，包括由SLC12A3、CLNCKB、[21]BSND、KCNJ10、FXYD2、HNF1B或PCBD1基因突变引起的综合征。在这些疾病中，低镁血症伴随着电解质处理中的其他缺陷，例如低钙尿症和低钾血症。与这组疾病有关的基因都编码了参与在肾脏远曲小管中重新吸收电解质（包括镁）的蛋白质。[9]
- 高钙尿症低镁综合征，包括由CLDN16、CLDN19、CASR或CLCNKB突变引起的综合征。在这些疾病中，肾脏髓袢升支粗段中二价阳离子(例如镁和钙)的再吸收受损。这会导致尿液中镁和钙的流失。[9]
- 线粒体病，例如由SARS2、MT-TI中的突变引起的，或者如卡恩斯-塞尔综合征中的情況。[9]
- 低镁血症的其他遗传原因，例如TRPM6、CNNM2、EGF、EGFR、KCNA1或FAM111A的突变。由这些基因编码的许多蛋白质在远曲小管中镁的跨细胞吸收中发挥作用。[9]

### 代谢异常
- 硒、[22]维生素D、阳光照射[23]或维生素B6不足。[24]
- 胃肠道原因：远端消化道分泌高水平的镁。分泌性腹泻可引起低镁血症。克罗恩病、溃疡性结肠炎、惠普尔病和乳糜泻都可引起低镁血症。[25]
- 梗阻后利尿、急性肾小管坏死的利尿期和肾移植。[21]

## 病理生理学
镁是体内300多种功能的辅助因子，負責调节多种生化反应。镁对蛋白质合成、肌肉和神经功能、骨骼发育、能量产生、维持正常心律以及调节葡萄糖和血压等具有重要作用。低镁摄入量会增加患疾病的风险，包括高血压和心脏病、2型糖尿病、骨质疏松症和偏头痛。
镁对鈉(Na)、钾(K)和钙(Ca)通道有直接影响。镁有多种作用：

### 钾
钾通道外流受到镁的抑制。故此，低镁血症导致肾脏中钾的排泄增加，進而导致低钾血症。这种情况被认为是继发于肾元中ROMK通道受到正常生理镁抑制的的程度降低所致。
低镁血症通常是低钾血症患者对补钾无反应的原因。临床医生应确保镁和钾在缺乏时得到补充。照料糖尿病酮症酸中毒患者時，应监测其镁水平，以确保由胰岛素给药在细胞内驱动的血清钾丢失不会因额外的尿丢失而加剧。

### 钙
肌质网中钙的释放受到镁的抑制。低镁血症导致细胞内钙水平升高。這抑制了甲状旁腺激素的释放，从而导致甲状旁腺功能减退和低钙血症。此外，低镁血症使骨骼和肌肉受体对甲状旁腺激素的敏感性降低。

### 心律失常
心肌细胞中Na+/K+-ATP酶泵的正常運作需要镁。缺乏镁会抑制钾的再摄取，导致细胞内钾减少。心肌细胞内钾的减少导致心动过速。

### 先兆子痫
镁对血小板和内皮功能有间接的抗血栓作用。镁通过其类似于钙离子通道阻滞剂的功能增加前列腺素、减少血栓素并减少血管紧张素II、微血管渗漏和血管痉挛。